# Équipe du Chili de football à la Coupe du monde 2014
Cet article relate le parcours de l’équipe du Chili de football lors de la Coupe du monde de football 2014 organisée au Brésil du 12 juin au 13 juillet 2014.

## Effectif
Le 13 mai 2014, le sélectionneur Jorge Sampaoli a annoncé une liste provisoire de trente joueurs pour le mondial. Le 17 mai 2014, le liste est réduite à vingt-sept joueurs.Le 1er juin 2014, il cloture sa liste définitive des 23.
| Numéro / Nom       | Numéro / Nom          | Club                 | Date de naissance | J.              | Buts            |                 |                 |                 |
| Gardiens de but    | Gardiens de but       | Gardiens de but      | Gardiens de but   | Gardiens de but | Gardiens de but | Gardiens de but | Gardiens de but | Gardiens de but |
| ------------------ | --------------------- | -------------------- | ----------------- | --------------- | --------------- | --------------- | --------------- | --------------- |
| 1                  | Claudio Bravo         | Real Sociedad        | 13.04.1983        | 4               | 0               | 0               | 0               | 0               |
| 12                 | Cristopher Toselli    | Universidad Católica | 15.06.1988        | 0               | 0               | 0               | 0               | 0               |
| 23                 | Johnny Herrera        | Universidad de Chile | 09.05.1981        | 0               | 0               | 0               | 0               | 0               |
| Défenseurs         |                       |                      |                   |                 |                 |                 |                 |                 |
| 2                  | Eugenio Mena          | Santos               | 18.07.1988        | 4               | 0               | 2               | 0               | 0               |
| 3                  | Miiko Albornoz        | Malmö FF             | 30.11.1990        | 0               | 0               | 0               | 0               | 0               |
| 13                 | José Rojas            | Universidad de Chile | 23.06.1983        | 1               | 0               | 0               | 0               | 0               |
| 17                 | Gary Medel            | Cardiff City         | 03.08.1987        | 4               | 0               | 0               | 0               | 0               |
| 18                 | Gonzalo Jara          | Nottingham Forest    | 29.08.1985        | 4               | 0               | 0               | 0               | 0               |
| Milieux de terrain |                       |                      |                   |                 |                 |                 |                 |                 |
| 4                  | Mauricio Isla         | Juventus             | 12.06.1988        | 4               | 0               | 0               | 0               | 0               |
| 5                  | Francisco Silva       | Osasuna              | 11.02.1986        | 3               | 0               | 2               | 0               | 0               |
| 6                  | Carlos Carmona        | Atalanta Bergame     | 21.02.1987        | 1               | 0               | 0               | 0               | 0               |
| 8                  | Arturo Vidal          | Juventus             | 22.05.1987        | 3               | 0               | 1               | 0               | 0               |
| 10                 | Jorge Valdivia        | Palmeiras            | 19.10.1983        | 3               | 1               | 0               | 0               | 0               |
| 14                 | Fabián Orellana       | Celta Vigo           | 27.01.1986        | 0               | 0               | 0               | 0               | 0               |
| 15                 | Jean Beausejour       | Wigan Athletic       | 01.06.1984        | 2               | 1               | 0               | 0               | 0               |
| 16                 | Felipe Gutiérrez      | FC Twente            | 08.10.1990        | 4               | 0               | 0               | 0               | 0               |
| 19                 | José Pedro Fuenzalida | Colo-Colo            | 22.02.1985        | 0               | 0               | 0               | 0               | 0               |
| 20                 | Charles Aránguiz      | Internacional        | 17.04.1989        | 4               | 1               | 1               | 0               | 0               |
| 21                 | Marcelo Díaz          | FC Bâle              | 30.12.1986        | 4               | 0               | 0               | 0               | 0               |
| Attaquants         |                       |                      |                   |                 |                 |                 |                 |                 |
| 7                  | Alexis Sánchez        | FC Barcelone         | 19.12.1988        | 4               | 2               | 0               | 0               | 0               |
| 9                  | Mauricio Pinilla      | Cagliari             | 04.02.1984        | 3               | 0               | 1               | 0               | 0               |
| 11                 | Eduardo Vargas        | Valence CF           | 20.11.1989        | 4               | 1               | 0               | 0               | 0               |
| 22                 | Esteban Paredes       | Colo-Colo            | 01.08.1980        | 0               | 0               | 0               | 0               | 0               |
| Sélectionneur      |                       |                      |                   |                 |                 |                 |                 |                 |
|                    | Jorge Sampaoli        |                      | 13.03.1960        |                 |                 |                 |                 |                 |

### Qualification

#### Championnat
| Rang | Équipe    | Pts | J  | G | N | P  | Bp | Bc | Diff |  | Résultats (▼ dom., ► ext.) |     |     |     |     |     |     |     |     |     |
| ---- | --------- | --- | -- | - | - | -- | -- | -- | ---- |  | -------------------------- | --- | --- | --- | --- | --- | --- | --- | --- | --- |
| 1    | Argentine | 36  | 16 | 9 | 5 | 2  | 35 | 15 | +20  |  | Argentine                  |     | 0-0 | 4-1 | 4-0 | 3-0 | 3-0 | 3-1 | 1-1 | 3-1 |
| 2    | Colombie  | 30  | 16 | 9 | 3 | 4  | 27 | 13 | +14  |  | Colombie                   | 1-2 |     | 3-3 | 1-0 | 4-0 | 1-1 | 2-0 | 5-0 | 2-0 |
| 3    | Chili     | 28  | 16 | 9 | 1 | 6  | 29 | 25 | +4   |  | Chili                      | 1-3 | 1-3 |     | 2-1 | 2-0 | 3-0 | 4-2 | 3-1 | 2-0 |
| 4    | Équateur  | 25  | 16 | 7 | 4 | 5  | 20 | 16 | +4   |  | Équateur                   | 1-1 | 1-0 | 3-1 |     | 1-0 | 2-0 | 2-0 | 1-0 | 4-1 |
| 5    | Uruguay   | 25  | 16 | 7 | 4 | 5  | 25 | 25 | 0    |  | Uruguay                    | 3-2 | 2-0 | 4-0 | 1-1 |     | 1-1 | 4-2 | 4-2 | 1-1 |
| 6    | Venezuela | 20  | 16 | 5 | 5 | 6  | 14 | 20 | -6   |  | Venezuela                  | 1-0 | 1-0 | 0-2 | 1-1 | 0-1 |     | 3-2 | 1-0 | 1-1 |
| 7    | Pérou     | 15  | 16 | 4 | 3 | 9  | 17 | 26 | -9   |  | Pérou                      | 1-1 | 0-1 | 1-0 | 1-0 | 1-2 | 2-1 |     | 1-1 | 2-0 |
| 8    | Bolivie   | 12  | 16 | 2 | 6 | 8  | 17 | 30 | -13  |  | Bolivie                    | 1-1 | 1-2 | 0-2 | 1-1 | 4-1 | 1-1 | 1-1 |     | 3-1 |
| 9    | Paraguay  | 12  | 16 | 3 | 3 | 10 | 17 | 31 | -14  |  | Paraguay                   | 2-5 | 1-2 | 1-2 | 2-1 | 1-1 | 0-2 | 1-0 | 4-0 |     |

| 1er match                                                  | Argentine                      | 4 – 1   | Chili         |                                                                               |                                                                               |
| 7 octobre 2011 · 20 h 00 UTC-3 · Historique des rencontres | Higuaín 7e 52e 63e · Messi 25e | (2 - 0) | 59e Fernández | Stade Monumental, Buenos Aires Spectateurs : 26 161 Arbitrage : Wilmar Roldán | Stade Monumental, Buenos Aires Spectateurs : 26 161 Arbitrage : Wilmar Roldán |
| 7 octobre 2011 · 20 h 00 UTC-3 · Historique des rencontres | Rapport                        |         |               | Stade Monumental, Buenos Aires Spectateurs : 26 161 Arbitrage : Wilmar Roldán | Stade Monumental, Buenos Aires Spectateurs : 26 161 Arbitrage : Wilmar Roldán |

| 2e match                                                    | Chili                                                | 4 – 2   | Pérou                    |                                                                                          |                                                                                          |
| 11 octobre 2011 · 19 h 45 UTC-3 · Historique des rencontres | Ponce 2e · Vargas 18e · Medel 48e · Suazo 63e (pen.) | (2 - 0) | 49e Pizarro · 60e Farfán | Estadio Monumental David Arellano, Santiago Spectateurs : 39 000 Arbitrage : Raúl Orosco | Estadio Monumental David Arellano, Santiago Spectateurs : 39 000 Arbitrage : Raúl Orosco |
| 11 octobre 2011 · 19 h 45 UTC-3 · Historique des rencontres | Rapport                                              |         |                          | Estadio Monumental David Arellano, Santiago Spectateurs : 39 000 Arbitrage : Raúl Orosco | Estadio Monumental David Arellano, Santiago Spectateurs : 39 000 Arbitrage : Raúl Orosco |

| 3e match                                                     | Uruguay                | 4 – 0   | Chili |                                                                                 |                                                                                 |
| 11 novembre 2011 · 20 h 00 UTC-2 · Historique des rencontres | Suárez 42e 45e 67e 73e | (2 - 0) |       | Estadio Centenario, Montevideo Spectateurs : 40 500 Arbitrage : Héctor Baldassi | Estadio Centenario, Montevideo Spectateurs : 40 500 Arbitrage : Héctor Baldassi |
| 11 novembre 2011 · 20 h 00 UTC-2 · Historique des rencontres | Rapport                |         |       | Estadio Centenario, Montevideo Spectateurs : 40 500 Arbitrage : Héctor Baldassi | Estadio Centenario, Montevideo Spectateurs : 40 500 Arbitrage : Héctor Baldassi |

| 4e match                                                     | Chili                      | 2 – 0   | Paraguay |                                                                              |                                                                              |
| 15 novembre 2011 · 20 h 30 UTC-3 · Historique des rencontres | Contreras 28e · Campos 86e | (1 - 0) |          | Estadio Nacional, Santiago Spectateurs : 44 726 Arbitrage : Héber Lopes (en) | Estadio Nacional, Santiago Spectateurs : 44 726 Arbitrage : Héber Lopes (en) |
| 15 novembre 2011 · 20 h 30 UTC-3 · Historique des rencontres | Rapport                    |         |          | Estadio Nacional, Santiago Spectateurs : 44 726 Arbitrage : Héber Lopes (en) | Estadio Nacional, Santiago Spectateurs : 44 726 Arbitrage : Héber Lopes (en) |

| 5e match                                                | Bolivie | 0 – 2   | Chili                      |                                                                                       |                                                                                       |
| 2 juin 2012 · 16 h 10 UTC-4 · Historique des rencontres |         | (0 - 1) | 45+2e Aránguiz · 83e Vidal | Estadio Hernando Siles, La Paz Spectateurs : 34 389 Arbitrage : Alfredo Intriago (en) | Estadio Hernando Siles, La Paz Spectateurs : 34 389 Arbitrage : Alfredo Intriago (en) |
| 2 juin 2012 · 16 h 10 UTC-4 · Historique des rencontres | Rapport |         |                            | Estadio Hernando Siles, La Paz Spectateurs : 34 389 Arbitrage : Alfredo Intriago (en) | Estadio Hernando Siles, La Paz Spectateurs : 34 389 Arbitrage : Alfredo Intriago (en) |

| 6e match                                                   | Venezuela | 0 – 2   | Chili                          | | |
| 9 juin 2012 · 18 h 05 UTC-4:30 · Historique des rencontres |           | (0 - 0) | Fernández 85e · Aránguiz 90+1e | Estadio José Antonio Anzoátegui, Puerto La Cruz Spectateurs : 35 000 Arbitrage : Hernando Buitrago (en) | Estadio José Antonio Anzoátegui, Puerto La Cruz Spectateurs : 35 000 Arbitrage : Hernando Buitrago (en) |
| 9 juin 2012 · 18 h 05 UTC-4:30 · Historique des rencontres | Rapport   |         |                                | Estadio José Antonio Anzoátegui, Puerto La Cruz Spectateurs : 35 000 Arbitrage : Hernando Buitrago (en) | Estadio José Antonio Anzoátegui, Puerto La Cruz Spectateurs : 35 000 Arbitrage : Hernando Buitrago (en) |

| 7e match                                                      | Chili         | 1 – 3   | Colombie                                         |                                                                                                   |                                                                                                   |
| 11 septembre 2012 · 16 h 30 UTC-3 · Historique des rencontres | Fernández 41e | (1 - 0) | 58e J. Rodríguez · 73e Falcao · 76e T. Gutiérrez | Estadio Monumental David Arellano, Santiago Spectateurs : 38 000 Arbitrage : Víctor Hugo Carrillo | Estadio Monumental David Arellano, Santiago Spectateurs : 38 000 Arbitrage : Víctor Hugo Carrillo |
| 11 septembre 2012 · 16 h 30 UTC-3 · Historique des rencontres | Rapport       |         |                                                  | Estadio Monumental David Arellano, Santiago Spectateurs : 38 000 Arbitrage : Víctor Hugo Carrillo | Estadio Monumental David Arellano, Santiago Spectateurs : 38 000 Arbitrage : Víctor Hugo Carrillo |

| 8e match                                                    | Équateur                                | 3 – 1   | Chili             |                                                                                     |                                                                                     |
| 12 octobre 2012 · 16 h 00 UTC-5 · Historique des rencontres | Caicedo 33e 56e (pen.) · Castillo 90+2e | (1 - 1) | 25e (csc) Paredes | Estadio Olímpico Atahualpa, Quito Spectateurs : 32 600 Arbitrage : Héber Lopes (en) | Estadio Olímpico Atahualpa, Quito Spectateurs : 32 600 Arbitrage : Héber Lopes (en) |
| 12 octobre 2012 · 16 h 00 UTC-5 · Historique des rencontres | Rapport                                 |         |                   | Estadio Olímpico Atahualpa, Quito Spectateurs : 32 600 Arbitrage : Héber Lopes (en) | Estadio Olímpico Atahualpa, Quito Spectateurs : 32 600 Arbitrage : Héber Lopes (en) |

| 9e match                                                    | Chili              | 1 – 2   | Argentine               |                                                                           |                                                                           |
| 16 octobre 2012 · 21 h 05 UTC-3 · Historique des rencontres | F. Gutiérrez 90+1e | (0 - 2) | 28e Messi · 31e Higuaín | Estadio Nacional, Santiago Spectateurs : 45 000 Arbitrage : Antonio Arias | Estadio Nacional, Santiago Spectateurs : 45 000 Arbitrage : Antonio Arias |
| 16 octobre 2012 · 21 h 05 UTC-3 · Historique des rencontres | Rapport            |         |                         | Estadio Nacional, Santiago Spectateurs : 45 000 Arbitrage : Antonio Arias | Estadio Nacional, Santiago Spectateurs : 45 000 Arbitrage : Antonio Arias |

| 10e match                                                | Pérou      | 1 – 0   | Chili |                                                                    |                                                                    |
| 22 mars 2013 · 21 h 10 UTC-5 · Historique des rencontres | Farfán 87e | (0 - 0) |       | Estadio Nacional, Lima Spectateurs : 50 000 Arbitrage : Diego Abal | Estadio Nacional, Lima Spectateurs : 50 000 Arbitrage : Diego Abal |
| 22 mars 2013 · 21 h 10 UTC-5 · Historique des rencontres | Rapport    |         |       | Estadio Nacional, Lima Spectateurs : 50 000 Arbitrage : Diego Abal | Estadio Nacional, Lima Spectateurs : 50 000 Arbitrage : Diego Abal |

| 11e match                                                | Chili                    | 2 – 0   | Uruguay |                                                                           |                                                                           |
| 26 mars 2013 · 20 h 30 UTC-3 · Historique des rencontres | Paredes 10e · Vargas 77e | (1 - 0) |         | Estadio Nacional, Santiago Spectateurs : 43 816 Arbitrage : Néstor Pitana | Estadio Nacional, Santiago Spectateurs : 43 816 Arbitrage : Néstor Pitana |
| 26 mars 2013 · 20 h 30 UTC-3 · Historique des rencontres | Rapport                  |         |         | Estadio Nacional, Santiago Spectateurs : 43 816 Arbitrage : Néstor Pitana | Estadio Nacional, Santiago Spectateurs : 43 816 Arbitrage : Néstor Pitana |

| 12e match                                               | Paraguay       | 1 – 2   | Chili                  |                                                                                             |                                                                                             |
| 7 juin 2013 · 20 h 10 UTC-4 · Historique des rencontres | Santa Cruz 87e | (0 - 1) | 41e Vargas · 56e Vidal | Estadio Defensores del Chaco, Asuncion Spectateurs : 30 000 Arbitrage : Leandro Vuaden (de) | Estadio Defensores del Chaco, Asuncion Spectateurs : 30 000 Arbitrage : Leandro Vuaden (de) |
| 7 juin 2013 · 20 h 10 UTC-4 · Historique des rencontres | Rapport        |         |                        | Estadio Defensores del Chaco, Asuncion Spectateurs : 30 000 Arbitrage : Leandro Vuaden (de) | Estadio Defensores del Chaco, Asuncion Spectateurs : 30 000 Arbitrage : Leandro Vuaden (de) |

| 13e match                                                | Chili                                  | 3 – 1   | Bolivie     |                                                                                |                                                                                |
| 11 juin 2013 · 20 h 30 UTC-4 · Historique des rencontres | Vargas 16e · Sánchez 17e · Vidal 90+2e | (2 - 1) | 32e Martins | Estadio Nacional, Santiago Spectateurs : 45 000 Arbitrage : Darío Ubriaco (en) | Estadio Nacional, Santiago Spectateurs : 45 000 Arbitrage : Darío Ubriaco (en) |
| 11 juin 2013 · 20 h 30 UTC-4 · Historique des rencontres | Rapport                                |         |             | Estadio Nacional, Santiago Spectateurs : 45 000 Arbitrage : Darío Ubriaco (en) | Estadio Nacional, Santiago Spectateurs : 45 000 Arbitrage : Darío Ubriaco (en) |

| 14e match                                                    | Chili                                    | 3 – 0   | Venezuela |                                                                          |                                                                          |
| 6 septembre 2013 · 20 h 30 UTC-4 · Historique des rencontres | Vargas 10e · M. González 29e · Vidal 85e | (2 - 0) |           | Estadio Nacional, Santiago Spectateurs : 46 500 Arbitrage : Sandro Ricci | Estadio Nacional, Santiago Spectateurs : 46 500 Arbitrage : Sandro Ricci |
| 6 septembre 2013 · 20 h 30 UTC-4 · Historique des rencontres | Rapport                                  |         |           | Estadio Nacional, Santiago Spectateurs : 46 500 Arbitrage : Sandro Ricci | Estadio Nacional, Santiago Spectateurs : 46 500 Arbitrage : Sandro Ricci |

| 15e match                                                   | Colombie                                        | 3 – 3   | Chili                              | | |
| 11 octobre 2013 · 16 h 00 UTC-5 · Historique des rencontres | T. Gutiérrez 69e · Falcao 74e (pen.) 83e (pen.) | (0 - 3) | 18e (pen.) Vidal · 21e 29e Sánchez | Estadio Metropolitano Roberto Meléndez, Barranquilla Spectateurs : 40 388 Arbitrage : Paulo Oliveira | Estadio Metropolitano Roberto Meléndez, Barranquilla Spectateurs : 40 388 Arbitrage : Paulo Oliveira |
| 11 octobre 2013 · 16 h 00 UTC-5 · Historique des rencontres | Rapport                                         |         |                                    | Estadio Metropolitano Roberto Meléndez, Barranquilla Spectateurs : 40 388 Arbitrage : Paulo Oliveira | Estadio Metropolitano Roberto Meléndez, Barranquilla Spectateurs : 40 388 Arbitrage : Paulo Oliveira |

| 16e match                                                   | Chili                   | 2 – 1   | Équateur   |                                                                                 |                                                                                 |
| 15 octobre 2013 · 20 h 30 UTC-3 · Historique des rencontres | Sánchez 33e · Medel 37e | (2 - 0) | 66eCaicedo | Estadio Nacional, Santiago Spectateurs : 47 458 Arbitrage : Leandro Vuaden (de) | Estadio Nacional, Santiago Spectateurs : 47 458 Arbitrage : Leandro Vuaden (de) |
| 15 octobre 2013 · 20 h 30 UTC-3 · Historique des rencontres | Rapport                 |         |            | Estadio Nacional, Santiago Spectateurs : 47 458 Arbitrage : Leandro Vuaden (de) | Estadio Nacional, Santiago Spectateurs : 47 458 Arbitrage : Leandro Vuaden (de) |

#### Buteurs
| Pos | Joueur           | Club                 | Buts |
| --- | ---------------- | -------------------- | ---- |
| 1   | Eduardo Vargas   | Grêmio               | 5    |
| 1   | Arturo Vidal     | Juventus             | 5    |
| 2   | Alexis Sánchez   | FC Barcelone         | 4    |
| 3   | Matías Fernández | Fiorentina           | 3    |
| 4   | Charles Aránguiz | Universidad de Chile | 2    |
| 4   | Gary Medel       | Cardiff City         | 2    |
| 5   | Matías Campos    | Grenade CF           | 1    |
| 5   | Pablo Contreras  | Melbourne Victory    | 1    |
| 5   | Marcos González  | Flamengo             | 1    |
| 5   | Felipe Gutiérrez | FC Twente            | 1    |
| 5   | Esteban Paredes  | Querétaro            | 1    |
| 5   | Waldo Ponce      | Universidad de Chile | 1    |
| 5   | Humberto Suazo   | CF Monterrey         | 1    |

But contre son camp :
- Juan Carlos Paredes

### Préparation et sélection
| 22 janvier 2014           | Chili | 4 - 0   | Costa Rica | Stade Francisco Sánchez Rumoroso Coquimbo, Chili |  |
| Historique des rencontres |       | (1 - 0) |            |                                                  |  |

| 5 mars 2014               | Allemagne | -   | Chili | Mercedes-Benz Arena Stuttgart, Allemagne |  |
| Historique des rencontres |           | (-) |       |                                          |  |

| 4 juin 2014               | Chili | -   | Roumanie | Chili |  |
| Historique des rencontres |       | (-) |          |       |  |

## Joueurs et encadrement
Voici la liste de joueurs sélectionnés pour disputer les matchs amicaux contre l'Angleterre et le Brésil les 15 et 19 novembre 2013
Sélections et buts actualisés le 19 novembre 2013.
| N° | Pos. | Nom                   | Date de naissance | Sélections | Buts | Club                 |
| -- | ---- | --------------------- | ----------------- | ---------- | ---- | -------------------- |
|    | GB   | Claudio Bravo         | 13 avril 1983     | 78         | 0    | Real Sociedad        |
|    | GB   | Cristopher Toselli    | 22 juin 1988      | 3          | 0    | Universidad Católica |
|    | GB   | Paulo Garcés          | 2 août 1984       | 1          | 0    | O'Higgins            |
|    |      |                       |                   |            |      |                      |
|    | DF   | Gonzalo Jara          | 29 août 1985      | 63         | 3    | Nottingham Forest    |
|    | DF   | Gary Medel            | 3 août 1987       | 58         | 5    | Cardiff City         |
|    | DF   | Mauricio Isla         | 12 juin 1988      | 44         | 2    | Juventus             |
|    | DF   | Marcos González       | 9 juin 1980       | 27         | 2    | Flamengo             |
|    | DF   | Eugenio Mena          | 18 juillet 1988   | 23         | 3    | Santos               |
|    | DF   | José Rojas            | 23 juin 1983      | 17         | 1    | Universidad de Chile |
|    |      |                       |                   |            |      |                      |
|    | ML   | Matías Fernández      | 15 mai 1986       | 59         | 14   | Fiorentina           |
|    | ML   | Jorge Valdivia        | 19 octobre 1983   | 55         | 4    | Palmeiras            |
|    | ML   | Carlos Carmona        | 21 février 1987   | 42         | 1    | Atalanta             |
|    | ML   | José Pedro Fuenzalida | 22 février 1985   | 21         | 1    | Colo-Colo            |
|    | ML   | Marcelo Díaz          | 30 décembre 1986  | 19         | 0    | FC Bâle              |
|    | ML   | Charles Aránguiz      | 17 avril 1989     | 18         | 2    | Universidad de Chile |
|    | ML   | Felipe Gutiérrez      | 8 octobre 1990    | 15         | 1    | FC Twente            |
|    | ML   | Francisco Silva       | 11 février 1986   | 10         | 0    | Osasuna              |
|    |      |                       |                   |            |      |                      |
|    | AT   | Alexis Sánchez        | 19 décembre 1988  | 64         | 22   | FC Barcelone         |
|    | AT   | Jean Beausejour       | 1er juin 1984     | 57         | 5    | Wigan Athletic       |
|    | AT   | Eduardo Vargas        | 20 novembre 1989  | 27         | 11   | Grêmio               |
|    | AT   | Carlos Muñoz          | 21 avril 1989     | 10         | 2    | Baniyas              |
|    | AT   | Junior Fernándes      | 4 octobre 1988    | 9          | 0    | Dinamo Zagreb        |

## Compétition

### Premier tour
Le Chili font partie du groupe B de la Coupe du monde de football de 2014, avec l'Espagne, les Pays-Bas et l'Australie.
|   | Équipe    | Pts | J | G | N | P | Bp | Bc | Diff |
| 1 | Pays-Bas  | 9   | 3 | 3 | 0 | 0 | 10 | 3  | 7    |
| 2 | Chili     | 6   | 3 | 2 | 0 | 1 | 5  | 3  | 2    |
| 3 | Espagne   | 3   | 3 | 1 | 0 | 2 | 4  | 7  | -3   |
| 4 | Australie | 0   | 3 | 0 | 0 | 3 | 3  | 9  | -6   |

| J 1 | 13 juin 2014 | Espagne   | 1 - 5 | Pays-Bas  |
| J 1 | 13 juin 2014 | Chili     | 3 - 1 | Australie |
| J 2 | 18 juin 2014 | Australie | 2 - 3 | Pays-Bas  |
| J 2 | 18 juin 2014 | Espagne   | 0 - 2 | Chili     |
| J 3 | 23 juin 2014 | Australie | 0 - 3 | Espagne   |
| J 3 | 23 juin 2014 | Pays-Bas  | 2 - 0 | Chili     |

#### Chili - Australie
| Match 4                                                  | Chili                                                           | 3 - 1   | Australie      | Arena Pantanal, Cuiabá                                                 |                                                                        |
| 14 juin 2014 · 18:00 (UTC-4) · Historique des rencontres | Alexis Sánchez 12e · Jorge Valdivia 14e · Jean Beausejour 90+2e | (2 - 1) | 35e Tim Cahill | Spectateurs : 40 275 · Arbitrage : Noumandiez Doué · Photos du match · | Spectateurs : 40 275 · Arbitrage : Noumandiez Doué · Photos du match · |
| 14 juin 2014 · 18:00 (UTC-4) · Historique des rencontres | Rapport                                                         |         |                | Spectateurs : 40 275 · Arbitrage : Noumandiez Doué · Photos du match · | Spectateurs : 40 275 · Arbitrage : Noumandiez Doué · Photos du match · |

| Chili | Australie |

| CHILI :         |    |                  |  |     |     |
|                 |    |                  |  |     |     |
| Gardien de but  | 1  | Claudio Bravo    |  |     |     |
|                 | 2  | Eugenio Mena     |  |     |     |
|                 | 4  | Mauricio Isla    |  |     |     |
|                 | 7  | Alexis Sánchez   |  |     |     |
|                 | 8  | Arturo Vidal     |  | 60e |     |
|                 | 10 | Jorge Valdivia   |  | 68e |     |
|                 | 11 | Eduardo Vargas   |  | 88e |     |
|                 | 17 | Gary Medel       |  |     |     |
|                 | 18 | Gonzalo Jara     |  |     |     |
|                 | 20 | Charles Aránguiz |  |     | 86e |
|                 | 21 | Marcelo Díaz     |  |     |     |
| Remplaçants :   |    |                  |  |     |     |
|                 | 16 | Felipe Gutiérrez |  | 60e |     |
|                 | 15 | Jean Beausejour  |  | 68e |     |
|                 | 9  | Mauricio Pinilla |  | 88e |     |
| Sélectionneur : |    |                  |  |     |     |
| Jorge Sampaoli  |    |                  |  |     |     |

| AUSTRALIE :      |    |                    |  |     |     |
|                  |    |                    |  |     |     |
| Gardien de but   | 1  | Mathew Ryan        |  |     |     |
|                  | 2  | Ivan Franjić       |  | 49e |     |
|                  | 3  | Jason Davidson     |  |     |     |
|                  | 4  | Tim Cahill         |  |     | 44e |
|                  | 5  | Mark Milligan      |  |     | 67e |
|                  | 6  | Matthew Špiranović |  |     |     |
|                  | 7  | Mathew Leckie      |  |     |     |
|                  | 11 | Tommy Oar          |  | 68e |     |
|                  | 15 | Mile Jedinak       |  |     | 58e |
|                  | 22 | Alex Wilkinson     |  |     |     |
|                  | 23 | Mark Bresciano     |  | 78e |     |
| Remplaçants :    |    |                    |  |     |     |
|                  | 19 | Ryan McGowan       |  | 49e |     |
|                  | 10 | Ben Halloran       |  | 68e |     |
|                  | 14 | James Troisi       |  | 78e |     |
| Sélectionneur :  |    |                    |  |     |     |
| Ange Postecoglou |    |                    |  |     |     |

| Assistants : Songuifolo Yeo Jean-Claude Birumushahu Quatrième arbitre : Roberto Moreno Cinquième arbitre : Eric Boria Homme du Match : Alexis Sánchez |

#### Espagne - Chili
| Match 19                                                 | Espagne | 0 - 2   | Chili                                     | Stade Maracanã, Rio de Janeiro                                     |                                                                    |
| 18 juin 2014 · 16:00 (UTC-3) · Historique des rencontres |         | (0 - 2) | 20e Eduardo Vargas · 43e Charles Aránguiz | Spectateurs : 74 101 · Arbitrage : Mark Geiger · Photos du match · | Spectateurs : 74 101 · Arbitrage : Mark Geiger · Photos du match · |
| 18 juin 2014 · 16:00 (UTC-3) · Historique des rencontres | Rapport |         |                                           | Spectateurs : 74 101 · Arbitrage : Mark Geiger · Photos du match · | Spectateurs : 74 101 · Arbitrage : Mark Geiger · Photos du match · |

| Espagne | Chili |

| ESPAGNE :          |    |                   |  |     |     |
|                    |    |                   |  |     |     |
| Gardien de but     | 1  | Iker Casillas     |  |     |     |
|                    | 4  | Javi Martínez     |  |     |     |
|                    | 6  | Andrés Iniesta    |  |     |     |
|                    | 11 | Pedro Rodriguez   |  | 76e |     |
|                    | 14 | Xabi Alonso       |  | 46e | 41e |
|                    | 15 | Sergio Ramos      |  |     |     |
|                    | 16 | Sergio Busquets   |  |     |     |
|                    | 18 | Jordi Alba        |  |     |     |
|                    | 19 | Diego Costa       |  | 64e |     |
|                    | 21 | David Silva       |  |     |     |
|                    | 22 | César Azpilicueta |  |     |     |
| Remplaçants :      |    |                   |  |     |     |
|                    | 17 | Koke              |  | 46e |     |
|                    | 9  | Fernando Torres   |  | 64e |     |
|                    | 20 | Santi Cazorla     |  | 76e |     |
| Sélectionneur :    |    |                   |  |     |     |
| Vicente del Bosque |    |                   |  |     |     |

| CHILI :         |    |                         |  |     |     |
|                 |    |                         |  |     |     |
| Gardien de but  | 1  | Claudio Bravo           |  |     |     |
|                 | 2  | Eugenio Mena            |  |     | 61e |
|                 | 4  | Mauricio Isla           |  |     |     |
|                 | 5  | Francisco Silva Gajardo |  |     |     |
|                 | 7  | Alexis Sánchez          |  |     |     |
|                 | 8  | Arturo Vidal            |  | 88e | 26e |
|                 | 11 | Eduardo Vargas          |  | 85e |     |
|                 | 17 | Gary Medel              |  |     |     |
|                 | 18 | Gonzalo Jara            |  |     |     |
|                 | 20 | Charles Aránguiz        |  | 64e |     |
|                 | 21 | Marcelo Díaz            |  |     |     |
| Remplaçants :   |    |                         |  |     |     |
|                 | 16 | Felipe Gutiérrez        |  | 64e |     |
|                 | 10 | Jorge Valdivia          |  | 85e |     |
|                 | 6  | Carlos Carmona          |  | 88e |     |
| Sélectionneur : |    |                         |  |     |     |
| Jorge Sampaoli  |    |                         |  |     |     |

| Assistants : Mark Hurd Joe Fletcher Quatrième arbitre : Nawaf Shukralla Cinquième arbitre : Yaser Tulefat Homme du Match : Eduardo Vargas |

#### Pays-Bas - Chili
| Match 36                                                 | Pays-Bas                            | 2 - 0   | Chili | Arena Corinthians, São Paulo                                          |                                                                       |
| 23 juin 2014 · 13:00 (UTC-3) · Historique des rencontres | Leroy Fer 77e · Memphis Depay 90+2e | (0 - 0) |       | Spectateurs : 62 996 · Arbitrage : Bakary Gassama · Photos du match · | Spectateurs : 62 996 · Arbitrage : Bakary Gassama · Photos du match · |
| 23 juin 2014 · 13:00 (UTC-3) · Historique des rencontres | Rapport                             |         |       | Spectateurs : 62 996 · Arbitrage : Bakary Gassama · Photos du match · | Spectateurs : 62 996 · Arbitrage : Bakary Gassama · Photos du match · |

| Pays-Bas | Chili |

| PAYS-BAS :      |    |                     |  |     |     |
|                 |    |                     |  |     |     |
| Gardien de but  | 1  | Jasper Cillessen    |  |     |     |
|                 | 2  | Ron Vlaar           |  |     |     |
|                 | 3  | Stefan de Vrij      |  |     |     |
|                 | 5  | Daley Blind         |  |     | 64e |
|                 | 6  | Nigel de Jong       |  |     |     |
|                 | 7  | Daryl Janmaat       |  |     |     |
|                 | 10 | Wesley Sneijder     |  | 75e |     |
|                 | 11 | Arjen Robben        |  |     |     |
|                 | 15 | Dirk Kuyt           |  | 89e |     |
|                 | 17 | Jeremain Lens       |  | 69e |     |
|                 | 20 | Georginio Wijnaldum |  |     |     |
| Remplaçants :   |    |                     |  |     |     |
|                 | 18 | Leroy Fer           |  | 75e |     |
|                 | 21 | Memphis Depay       |  | 69e |     |
|                 | 14 | Terence Kongolo     |  | 89e |     |
| Sélectionneur : |    |                     |  |     |     |
| Louis van Gaal  |    |                     |  |     |     |

| CHILI :         |    |                         |  |     |     |
|                 |    |                         |  |     |     |
| Gardien de but  | 1  | Claudio Bravo           |  |     |     |
|                 | 2  | Eugenio Mena            |  |     |     |
|                 | 4  | Mauricio Isla           |  |     |     |
|                 | 5  | Francisco Silva Gajardo |  | 70e | 25e |
|                 | 7  | Alexis Sánchez          |  |     |     |
|                 | 11 | Eduardo Vargas          |  | 81e |     |
|                 | 16 | Felipe Gutiérrez        |  | 46e |     |
|                 | 17 | Gary Medel              |  |     |     |
|                 | 18 | Gonzalo Jara            |  |     |     |
|                 | 20 | Charles Aránguiz        |  |     |     |
|                 | 21 | Marcelo Díaz            |  |     |     |
| Remplaçants :   |    |                         |  |     |     |
|                 | 9  | Mauricio Pinilla        |  | 81e |     |
|                 | 10 | Jorge Valdivia          |  | 70e |     |
|                 | 15 | Jean Beausejour         |  | 46e |     |
| Sélectionneur : |    |                         |  |     |     |
| Jorge Sampaoli  |    |                         |  |     |     |

| Assistants : Evarist Menkouande Felicien Kabanda Quatrième arbitre : Joel Aguilar Cinquième arbitre : William Torres Homme du Match : Arjen Robben |

### Huitième de finale

#### Brésil - Chili
| 28 juin 2014                              | Brésil                                   | 1 - 1 a. p.       | Chili                                      | Mineirão, Belo Horizonte                                           |                                                                    |
| 13:00 (UTC-3) · Historique des rencontres | David Luiz 18e                           | (1 - 1)           | 32e Alexis Sánchez                         | Spectateurs : 57 714 · Arbitrage : Howard Webb · Photos du match · | Spectateurs : 57 714 · Arbitrage : Howard Webb · Photos du match · |
| 13:00 (UTC-3) · Historique des rencontres | Rapport                                  |                   |                                            | Spectateurs : 57 714 · Arbitrage : Howard Webb · Photos du match · | Spectateurs : 57 714 · Arbitrage : Howard Webb · Photos du match · |
| 13:00 (UTC-3) · Historique des rencontres | Luiz · Willian · Marcelo · Hulk · Neymar | Tirs au but 3 - 2 | Pinilla · Sánchez · Aránguiz · Díaz · Jara | Spectateurs : 57 714 · Arbitrage : Howard Webb · Photos du match · | Spectateurs : 57 714 · Arbitrage : Howard Webb · Photos du match · |

| Brésil | Chili |

| Brésil :            |    |              |  |      |        |
|                     |    |              |  |      |        |
| Gardien de but      | 12 | Júlio César  |  |      |        |
|                     | 2  | Dani Alves   |  |      | 105+1e |
|                     | 3  | Thiago Silva |  |      |        |
|                     | 4  | David Luiz   |  |      |        |
|                     | 5  | Fernandinho  |  | 72e  |        |
|                     | 6  | Marcelo      |  |      |        |
|                     | 7  | Hulk         |  |      |        |
|                     | 9  | Fred         |  | 64e  |        |
|                     | 10 | Neymar       |  |      |        |
|                     | 11 | Oscar        |  | 106e |        |
|                     | 17 | Luiz Gustavo |  |      | 60e    |
| Remplaçants :       |    |              |  |      |        |
|                     | 16 | Ramires      |  | 72e  |        |
|                     | 19 | Willian      |  | 106e |        |
|                     | 21 | Jô           |  | 64e  | 93e    |
| Sélectionneur :     |    |              |  |      |        |
| Luiz Felipe Scolari |    |              |  |      |        |

| Chili :         |    |                         |  |      |      |
|                 |    |                         |  |      |      |
| Gardien de but  | 1  | Claudio Bravo           |  |      |      |
|                 | 2  | Eugenio Mena            |  |      | 17e  |
|                 | 4  | Mauricio Isla           |  |      |      |
|                 | 5  | Francisco Silva Gajardo |  |      | 40e  |
|                 | 7  | Alexis Sánchez          |  |      |      |
|                 | 8  | Arturo Vidal            |  | 87e  |      |
|                 | 11 | Eduardo Vargas          |  | 57e  |      |
|                 | 17 | Gary Medel              |  | 108e |      |
|                 | 18 | Gonzalo Jara            |  |      |      |
|                 | 20 | Charles Aránguiz        |  |      |      |
|                 | 21 | Marcelo Díaz            |  |      |      |
| Remplaçants :   |    |                         |  |      |      |
|                 | 9  | Mauricio Pinilla        |  | 87e  | 102e |
|                 | 16 | Felipe Gutiérrez        |  | 57e  |      |
|                 | 13 | José Manuel Rojas       |  | 108e |      |
| Sélectionneur : |    |                         |  |      |      |
| Jorge Sampaoli  |    |                         |  |      |      |

| Assistants : Michael Mullarkey Darren Cann Quatrième arbitre : Felix Brych Cinquième arbitre : Mark Borsch Homme du Match : Júlio César |

## Statistiques

### Temps de jeu
| Joueur     |          |          |          |          | TT       | But inscrit | MJ       | MT       | Légende |
| ---------- | -------- | -------- | -------- | -------- | -------- | ----------- | -------- | -------- | --- |
| Gardiens   | Gardiens | Gardiens | Gardiens | Gardiens | Gardiens | Gardiens    | Gardiens | Gardiens | Abréviations et symboles : · TT : Total de minutes jouées · MJ : Nombre de matchs joués · MT : Matchs joués en tant que titulaire · : but · : joueur entré · : joueur remplacé · : capitaine · : carton jaune · : carton rouge |
|            |          |          |          |          |          |             |          |          | Abréviations et symboles : · TT : Total de minutes jouées · MJ : Nombre de matchs joués · MT : Matchs joués en tant que titulaire · : but · : joueur entré · : joueur remplacé · : capitaine · : carton jaune · : carton rouge |
|            |          |          |          |          |          |             |          |          | Abréviations et symboles : · TT : Total de minutes jouées · MJ : Nombre de matchs joués · MT : Matchs joués en tant que titulaire · : but · : joueur entré · : joueur remplacé · : capitaine · : carton jaune · : carton rouge |
|            |          |          |          |          |          |             |          |          | Abréviations et symboles : · TT : Total de minutes jouées · MJ : Nombre de matchs joués · MT : Matchs joués en tant que titulaire · : but · : joueur entré · : joueur remplacé · : capitaine · : carton jaune · : carton rouge |
| Défenseurs |          |          |          |          |          |             |          |          | Abréviations et symboles : · TT : Total de minutes jouées · MJ : Nombre de matchs joués · MT : Matchs joués en tant que titulaire · : but · : joueur entré · : joueur remplacé · : capitaine · : carton jaune · : carton rouge |
|            |          |          |          |          |          |             |          |          | Abréviations et symboles : · TT : Total de minutes jouées · MJ : Nombre de matchs joués · MT : Matchs joués en tant que titulaire · : but · : joueur entré · : joueur remplacé · : capitaine · : carton jaune · : carton rouge |
|            |          |          |          |          |          |             |          |          | Abréviations et symboles : · TT : Total de minutes jouées · MJ : Nombre de matchs joués · MT : Matchs joués en tant que titulaire · : but · : joueur entré · : joueur remplacé · : capitaine · : carton jaune · : carton rouge |
|            |          |          |          |          |          |             |          |          | Abréviations et symboles : · TT : Total de minutes jouées · MJ : Nombre de matchs joués · MT : Matchs joués en tant que titulaire · : but · : joueur entré · : joueur remplacé · : capitaine · : carton jaune · : carton rouge |
|            |          |          |          |          |          |             |          |          | Abréviations et symboles : · TT : Total de minutes jouées · MJ : Nombre de matchs joués · MT : Matchs joués en tant que titulaire · : but · : joueur entré · : joueur remplacé · : capitaine · : carton jaune · : carton rouge |
|            |          |          |          |          |          |             |          |          | Abréviations et symboles : · TT : Total de minutes jouées · MJ : Nombre de matchs joués · MT : Matchs joués en tant que titulaire · : but · : joueur entré · : joueur remplacé · : capitaine · : carton jaune · : carton rouge |
|            |          |          |          |          |          |             |          |          | Abréviations et symboles : · TT : Total de minutes jouées · MJ : Nombre de matchs joués · MT : Matchs joués en tant que titulaire · : but · : joueur entré · : joueur remplacé · : capitaine · : carton jaune · : carton rouge |
|            |          |          |          |          |          |             |          |          | Abréviations et symboles : · TT : Total de minutes jouées · MJ : Nombre de matchs joués · MT : Matchs joués en tant que titulaire · : but · : joueur entré · : joueur remplacé · : capitaine · : carton jaune · : carton rouge |
|            |          |          |          |          |          |             |          |          | Abréviations et symboles : · TT : Total de minutes jouées · MJ : Nombre de matchs joués · MT : Matchs joués en tant que titulaire · : but · : joueur entré · : joueur remplacé · : capitaine · : carton jaune · : carton rouge |
| Milieux    |          |          |          |          |          |             |          |          | Abréviations et symboles : · TT : Total de minutes jouées · MJ : Nombre de matchs joués · MT : Matchs joués en tant que titulaire · : but · : joueur entré · : joueur remplacé · : capitaine · : carton jaune · : carton rouge |
|            |          |          |          |          |          |             |          |          | Abréviations et symboles : · TT : Total de minutes jouées · MJ : Nombre de matchs joués · MT : Matchs joués en tant que titulaire · : but · : joueur entré · : joueur remplacé · : capitaine · : carton jaune · : carton rouge |
|            |          |          |          |          |          |             |          |          | Abréviations et symboles : · TT : Total de minutes jouées · MJ : Nombre de matchs joués · MT : Matchs joués en tant que titulaire · : but · : joueur entré · : joueur remplacé · : capitaine · : carton jaune · : carton rouge |
|            |          |          |          |          |          |             |          |          | Abréviations et symboles : · TT : Total de minutes jouées · MJ : Nombre de matchs joués · MT : Matchs joués en tant que titulaire · : but · : joueur entré · : joueur remplacé · : capitaine · : carton jaune · : carton rouge |
|            |          |          |          |          |          |             |          |          | Abréviations et symboles : · TT : Total de minutes jouées · MJ : Nombre de matchs joués · MT : Matchs joués en tant que titulaire · : but · : joueur entré · : joueur remplacé · : capitaine · : carton jaune · : carton rouge |
|            |          |          |          |          |          |             |          |          | Abréviations et symboles : · TT : Total de minutes jouées · MJ : Nombre de matchs joués · MT : Matchs joués en tant que titulaire · : but · : joueur entré · : joueur remplacé · : capitaine · : carton jaune · : carton rouge |
|            |          |          |          |          |          |             |          |          | Abréviations et symboles : · TT : Total de minutes jouées · MJ : Nombre de matchs joués · MT : Matchs joués en tant que titulaire · : but · : joueur entré · : joueur remplacé · : capitaine · : carton jaune · : carton rouge |
|            |          |          |          |          |          |             |          |          | Abréviations et symboles : · TT : Total de minutes jouées · MJ : Nombre de matchs joués · MT : Matchs joués en tant que titulaire · : but · : joueur entré · : joueur remplacé · : capitaine · : carton jaune · : carton rouge |
|            |          |          |          |          |          |             |          |          | Abréviations et symboles : · TT : Total de minutes jouées · MJ : Nombre de matchs joués · MT : Matchs joués en tant que titulaire · : but · : joueur entré · : joueur remplacé · : capitaine · : carton jaune · : carton rouge |
| Attaquants |          |          |          |          |          |             |          |          | Abréviations et symboles : · TT : Total de minutes jouées · MJ : Nombre de matchs joués · MT : Matchs joués en tant que titulaire · : but · : joueur entré · : joueur remplacé · : capitaine · : carton jaune · : carton rouge |
|            |          |          |          |          |          |             |          |          | Abréviations et symboles : · TT : Total de minutes jouées · MJ : Nombre de matchs joués · MT : Matchs joués en tant que titulaire · : but · : joueur entré · : joueur remplacé · : capitaine · : carton jaune · : carton rouge |
|            |          |          |          |          |          |             |          |          | Abréviations et symboles : · TT : Total de minutes jouées · MJ : Nombre de matchs joués · MT : Matchs joués en tant que titulaire · : but · : joueur entré · : joueur remplacé · : capitaine · : carton jaune · : carton rouge |
|            |          |          |          |          |          |             |          |          | Abréviations et symboles : · TT : Total de minutes jouées · MJ : Nombre de matchs joués · MT : Matchs joués en tant que titulaire · : but · : joueur entré · : joueur remplacé · : capitaine · : carton jaune · : carton rouge |
|            |          |          |          |          |          |             |          |          | Abréviations et symboles : · TT : Total de minutes jouées · MJ : Nombre de matchs joués · MT : Matchs joués en tant que titulaire · : but · : joueur entré · : joueur remplacé · : capitaine · : carton jaune · : carton rouge |

| Buts | Joueurs | Adversaires |
| ---- | ------- | ----------- |
|      |         |             |
|      |         |             |

| Buts | Joueurs | Adversaires |
| ---- | ------- | ----------- |
|      |         |             |
|      |         |             |